# Yffiniac
Yffiniac är en kommun i departementet Côtes-d'Armor i regionen Bretagne i nordvästra Frankrike. Kommunen ligger i kantonen Langueux som tillhör arrondissementet Saint-Brieuc. År 2022 hade Yffiniac 4 980 invånare.

## Befolkningsutveckling
Antalet invånare i kommunen Yffiniac
Referens:INSEE